# 宇宙ダンス!
「宇宙ダンス！」は、コトリ with ステッチバードのデビューシングル。2015年9月16日にFRAMEから発売された。

## 概要
コトリ with ステッチバード初のシングルである。表題曲の「宇宙ダンス！」は、テレビ東京系アニメ『妖怪ウォッチ』およびレベルファイブのゲーム『妖怪ウォッチバスターズ』のエンディングテーマ。
イトーヨーカドーでのイベント会場限定で「イトーヨーカドー限定盤」が発売された。

## 収録内容

### CD+DVD（初回生産盤/通常版）
CD
1. 宇宙ダンス！(4:39)
作詞：高木貴司 / 作曲・編曲：菊谷知樹
2. 羽ばたけっ 〜ステッチバードのテーマ〜 (4:30)
作詞：高木貴司 / 作曲・編曲：菊谷知樹
3. 宇宙ダンス！（オリジナル・カラオケ）(4:39)
4. 羽ばたけっ 〜ステッチバードのテーマ〜（オリジナル・カラオケ）(4:28)

DVD
1. 宇宙ダンス！（ミュージックビデオ）
2. 宇宙ダンス！（振りビデオ）
3. 宇宙ダンス！（アニメエンディングバージョン）

初回生産盤には、数量限定の特典としてゲーム『妖怪ウォッチバスターズ』などで使用可能な「USAピョン Bメダル アメフトスタイル」という妖怪メダルと、同ゲームで使用可能な「5つ星コインが手に入るQRコード」が封入されている。

### CD
1. 宇宙ダンス！
2. 羽ばたけっ 〜ステッチバードのテーマ〜
3. 宇宙ダンス！（オリジナル・カラオケ）
4. 羽ばたけっ 〜ステッチバードのテーマ〜（オリジナル・カラオケ）

### CD（イトーヨーカドー限定盤）
1. 宇宙ダンス！
2. 羽ばたけっ 〜ステッチバードのテーマ〜

イトーヨーカドー限定盤には、封入特典としてコトリwithステッチバードメンバーのトレーディングカード（全3種）が封入されている。